# Nízký Jeseník
Nízký Jeseník är en bergskedja i Tjeckien, en del av Jeseníky. Den ligger i regionen Mähren-Schlesien, i den östra delen av landet, 220 km öster om huvudstaden Prag.